# Politique aux Îles Mariannes du Nord

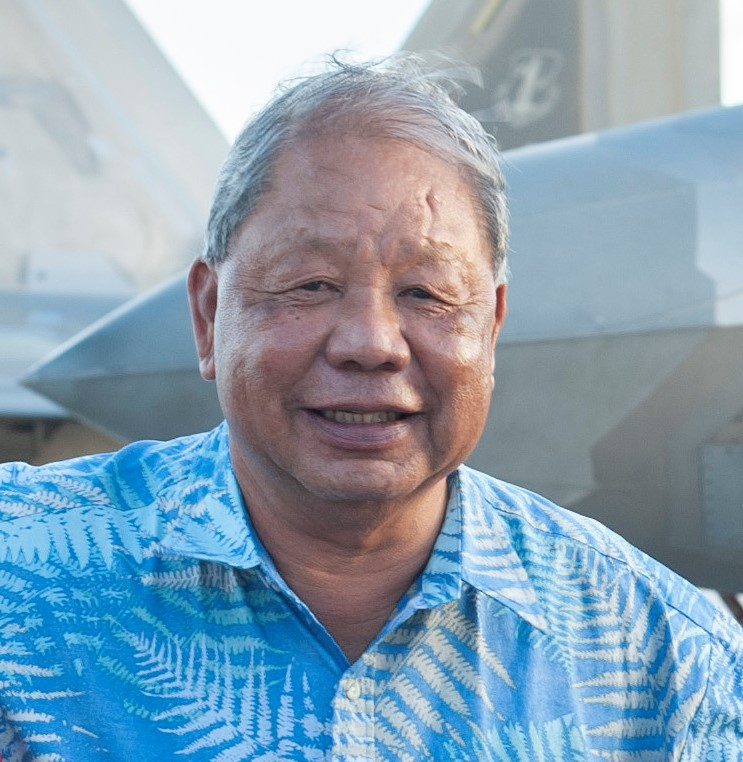
David Apatang Standing with USAF Airmen Cropped.jpg, gouverneur des îles Mariannes du Nord

Les Îles Mariannes du Nord (environ 55 000 habitants en 2025) sont un territoire américain non incorporé.

## Pouvoir exécutif
| Fonction              | Nom           | Parti       | Depuis          |
| --------------------- | ------------- | ----------- | --------------- |
| Gouverneur            | David Apatang | Indépendant | 23 juillet 2025 |
| Lieutenant-gouverneur | Vacant        | Indépendant | 23 juillet 2025 |

## Pouvoir législatif
La Législature du Commonwealth des îles Mariannes du Nord est composée de deux chambres, le Sénat, sa chambre haute et la Chambre des représentants, sa chambre basse.
Le Sénat est composé de neuf membres élus pour un mandat de quatre ans, alors que la Chambre des représentants est composée de vingt membres, élus pour un mandats de deux ans. 

## Pouvoir judiciaire
Les affaires tombant sous la loi fédérale sont jugées par le Tribunal du District des Iles Mariannes du Nord, qui a été fondé par un acte du Congrès en 1977, et devenu opérationnel en Janvier 1978. Le Tribunal siège dans lîle de Saipan, mais peut sièger dans d’autres endroits du commonwealth. Le  Tribunal du District a la même juriditcion que tous les autres tribunaux de district américains, ceci incluant la juridiction des affaires entre citoyens US d’Etats différents, et dépassant les 75000 US$ de controverse, et la juridiction des faillites. Les appels sont jugés par le Tribunal fédéral des appels, dit le 9ème circuit. Comme tout tribunal territorial américain établi sous l’autorité d’un Congrès territorial garanti par l’Article IV de la Constitution des Etats Unis, les juges n’ont pas de rémunération à vie, à l’opposé des tribunaux des 50 Etats, du District de Columbia et de Puerto Rico régis par l’Article III de la Constitution.  
Les affaires tombant sous la loi territoriale sont jugées par le Tribunal Supérieur du Commonwealth des Iles Mariannes du Nord et les appels jugés par la Cour Suprême du Commonwealth des Iles Mariannes du Nord .
En juin 2024, Julian Assange a plaidé coupable à Saipan, la capitale du territoire américain, avant de s’envoler pour rentrer chez lui en Australie. 

## Représentation fédérale
Les îles Mariannes du Nord élisent un délégué sans droite de vote à la Chambre des représentants des États-Unis. Depuis 2009, le démocrate Gregorio Sablan occupe cette fonction.

## Élections et référendums
- est-ce que le Chief Justice Miguel Dablan Demapan de la Cour suprême du Commonwealth doit rester en fonctions ? pour : 8764- contre 3983 ;
- est-ce que l'

Associate Justice Alexandro Cruz Castro de la Cour suprême du Commonwealth doit rester en fonctions ? pour : 10199 - contre 2499 ;
- est-ce que l'

Associate Judge David Arthur Wiseman de la Cour supérieure du Commonwealth doit rester en fonctions ? pour : 8886 - contre : 3574
- est-ce qu'il doit être créé une Convention constitutionnelle pour proposer des amendements à la constitution ? pour : 7423- contre : 5217